# 中国の宰相
宰相（さいしょう）は歴代中国の王朝で君主を補佐した最高位の官職。およびその通称。
中国の宰相は歴代王朝によって呼称が異なる。詳細は下表を参照。
| 王朝   | 宰相                                      | 内容                                                                                             | 内容                                               |
| ------ | ----------------------------------------- | ------------------------------------------------------------------------------------------------ | -------------------------------------------------- |
| 周     | 冢宰（ちょうさい）                        | 天官の長、太宰（たいさい）が兼任                                                                 | 天官の長、太宰（たいさい）が兼任                   |
| 秦、漢 | 丞相（相邦、相国） 太尉 御史大夫          | 大司徒。皇帝を輔佐し政務を総攬し百官を統率する 大司馬。軍事を司る 大司空。監察官の御史を統率する | 三公                                               |
| 後漢   | 司徒 太尉 司空                            | 丞相は司徒、御史大夫は司空と改称 実権は尚書に移り、名誉職化していく                              | 三公                                               |
| 後漢   | ↓                                         |                                                                                                  |                                                    |
| 後漢   | 尚書                                      | 皇帝側近の秘書官                                                                                 | 皇帝側近の秘書官                                   |
| 魏、晋 | 丞相                                      | 三公が復活                                                                                       | 三公が復活                                         |
| 魏、晋 | ↓                                         |                                                                                                  |                                                    |
| 魏、晋 | 録尚書事                                  | 尚書の最高官                                                                                     | 尚書の最高官                                       |
| 魏、晋 | ↓                                         |                                                                                                  |                                                    |
| 魏、晋 | 尚書令 門下侍中 中書令                    | 尚書の先任者 皇帝の側近 皇帝の秘書官長                                                           | 尚書の先任者 皇帝の側近 皇帝の秘書官長             |
| 唐     | 尚書令 侍中 中書令                        | 尚書省長官 門下省長官 中書省長官                                                                 | 三省の長官                                         |
| 唐     | ↓                                         |                                                                                                  |                                                    |
| 唐     | 尚書僕射（しょうしょぼくや）              | 尚書令は皇帝が就任のため空席。尚書省副官。左右僕射                                               | 尚書令は皇帝が就任のため空席。尚書省副官。左右僕射 |
| 唐     | ↓                                         |                                                                                                  |                                                    |
| 唐     | 同中書門下平章事                          | 中書と門下を合わせた官。同中書門下平章事とも                                                     | 中書と門下を合わせた官。同中書門下平章事とも       |
| 北宋   | 同中書門下平章事                          |                                                                                                  |                                                    |
| 北宋   | ↓                                         |                                                                                                  |                                                    |
| 北宋   | 門下侍郎兼尚書左僕射 中書侍郎兼尚書右僕射 |                                                                                                  |                                                    |
| 南宋   | 丞相                                      | 僕射を左右丞相に改称                                                                             | 僕射を左右丞相に改称                               |
| 元     | 中書令、丞相                              | 尚書省は廃止。北方風俗に倣い右丞相が左丞相の上位                                                 | 尚書省は廃止。北方風俗に倣い右丞相が左丞相の上位   |
| 明     | 丞相                                      | 丞相胡惟庸（こいよう）の専権ののち廃止                                                           | 丞相胡惟庸（こいよう）の専権ののち廃止             |
| 明     | ↓                                         |                                                                                                  |                                                    |
| 明     | 内閣大学士                                | 皇帝の秘書官兼教育係                                                                             | 皇帝の秘書官兼教育係                               |
| 清     | 殿閣大学士                                | 最高行政機関内閣の長                                                                             | 最高行政機関内閣の長                               |
| 清     | ↓                                         |                                                                                                  |                                                    |
| 清     | 軍機大臣                                  | 軍機処の長官                                                                                     | 軍機処の長官                                       |
| 清     | ↓                                         |                                                                                                  |                                                    |
| 清     | 内閣総理大臣                              | 日本の制度を模倣                                                                                 | 日本の制度を模倣                                   |

表を見れば中国の中央行政機関が六官→三公→三省→内閣→軍機処、と移り変わっていくのが分かる。特に三公の丞相（秦、漢代）は権限が強く、まさに宰相の名に相応しい。三公が有名無実化したのちの三省では尚書省が最も重要で、『周礼』の天、地、春、夏、秋、冬の六官に淵源をもつ吏、戸、礼、兵、刑、工の6官庁（＝六部）を総覧した。
尚書省の長を尚書令といい、副官を僕射（ぼくや）といった。唐代、太宗が尚書令に就いてからは空席となり、左右僕射が尚書省の実質的長官となった。また各部の長官は尚書と呼ばれた。僕射はのちに丞相と改称され、尚書のうち文官の人事を統括する吏部尚書は冢宰（ちょうさい）と呼ばれた。尚書省の制は元代に廃止されるが、六部は中書省に属し、明代に中書省が廃されてのちは皇帝直属として清末まで続いた。